# Rivière Kakisa
La rivière Kakisa est un affluent important du fleuve Mackenzie dans les Territoires du Nord-Ouest au Canada. Elle tire sa source du lac Creighton situé dans le Nord de l'Alberta tout juste au sud de la frontière avec les Territoires du Nord-Ouest. Elle se jette dans le fleuve Mackenzie à environ 30 km en aval du grand lac des Esclaves.